# 吉元玲美那
吉元 玲美那（よしもと れみな、2000年8月1日 - ）は、日本の女子レスリング選手。埼玉県出身。階級は50kg級。身長151cm。

## 来歴
小学生の時からレスリングの全国大会で何度も優勝を飾っていた。埼玉栄中学2年の時にJOC杯カデットの部38kg級で優勝した。3年の時にはジュニアクイーンズカップ中学の部40kg級と全国中学生選手権44kg級でそれぞれ優勝を飾った。埼玉栄高校2年の時にはジュニアクイーンズカップカデットの部、JOC杯カデットの部及びインターハイの46㎏級で優勝した。さらには世界カデット選手権でも優勝を果たした。3年の時には階級を50㎏級に上げると、インターハイで2連覇を達成した。2019年には至学館大学へ進学すると、1年の時にはアジアジュニア選手権と全日本学生選手権で優勝した。東京オリンピックテスト大会では3位だった。2年の時には全日本学生選手権で2連覇すると、全日本選手権でも優勝を飾った。3年の時には全日本選抜選手権で優勝した。世界選手権では決勝で東京オリンピック銅メダリストであるアメリカのサラ・ヒルデブラントを5－3で破って優勝した。全日本選手権では2連覇した。4年の時にはのアジア選手権で優勝した。全日本選抜選手権では決勝でオリンピックチャンピオンの須崎優衣に2－4で敗れると、プレーオフでも0－8で須崎に敗れて世界選手権代表を逃した。全日本選手権でも決勝で須崎に0－8で敗れて2位だった。2023年4月からはKeePer技研の所属となった。アジア選手権では2連覇を達成した。6月の全日本選抜選手権では決勝でキッツの須崎に3－4で敗れて2位だった。アジア大会では決勝で北朝鮮のキム・ソニャンを5－4で破って優勝した。なお、この結果に納得がいかずなかなか整列しようとしないキムに対して、レフェリーからイエローカードが出された。12月の全日本選手権では決勝で早稲田大学3年の伊藤海を破って優勝した。2024年の全日本選抜選手権でも決勝で伊藤を破って優勝した。全日本選手権でも決勝で伊藤を破って優勝した。

## 主な戦績
- 2014年 -　JOC杯カデットの部　優勝（38kg級）
- 2015年 -　ジュニアクイーンズカップ 中学の部　優勝（40kg級）
- 2015年 -　全国中学生選手権　優勝（44kg級）

46㎏級での戦績
- 2016年 -　アジアカデット選手権　優勝　優勝
- 2016年 -　インターハイ　2位
- 2017年 -　ジュニアクイーンズカップ カデットの部
- 2017年 -　JOC杯カデットの部　優勝
- 2017年 -　インターハイ　優勝
- 2017年 -　世界カデット選手権　優勝

50㎏級での戦績
- 2018年 -　インターハイ　優勝
- 2019年 -　クリッパン女子国際大会　2位
- 2019年 -　アジアジュニア選手権　優勝
- 2019年 -　全日本学生選手権　優勝
- 2019年 -　東京オリンピックテスト大会　3位
- 2019年 -　全日本女子オープン選手権（シニアの部）　優勝
- 2020年 -　全日本学生選手権　優勝
- 2020年 -　全日本選手権　優勝
- 2021年 -　全日本選抜選手権　優勝
- 2021年 -　世界選手権　優勝
- 2021年 -　全日本選手権　優勝
- 2022年 -　アジア選手権　優勝
- 2022年 -　全日本選抜選手権 2位
- 2022年 - 全日本学生選手権　優勝
- 2022年 -　全日本選手権　2位
- 2023年 -　アジア選手権　優勝
- 2023年 -　全日本選抜選手権 2位
- 2023年 -　アジア大会　優勝
- 2023年 -　全日本選手権　優勝
- 2024年 -　全日本選抜選手権 優勝・明治杯
- 2024年 -　全日本選手権　優勝
- 2025年 -　アジア選手権 優勝

（出典）